# مسابقه ویلچررانی
مسابقه ویلچررانی (به انگلیسی: Wheelchair Racing) یکی از رشته‌های ورزشی دو و میدانی است که به ورزشکاران دارای ناتوانی‌های جسمی، از جمله آسیب نخاعی، قطع عضو و فلج مغزی، امکان شرکت در رقابت‌های پیست و جاده را می‌دهد. این ورزش که به یکی از محبوب‌ترین و رقابتی‌ترین رشته‌های بازی‌های پارالمپیک تبدیل شده است، اولین بار در سال ۱۹۶۰ به برنامه پارالمپیک اضافه شد.

## تاریخچه
مسابقه ویلچررانی به‌عنوان بخشی از بازی‌های استوک مندویل در سال ۱۹۵۲ معرفی شد. این مسابقات ابتدا برای سربازان مجروح جنگ جهانی دوم در بریتانیا برگزار شد و به تدریج به یکی از ورزش‌های بین‌المللی برای افراد دارای ناتوانی جسمی تبدیل گردید.
با گذشت زمان، ویلچررانی به برنامه‌های ورزشی رسمی اضافه شد و در سال ۱۹۶۰ به عنوان بخشی از اولین دوره بازی‌های پارالمپیک در رم، ایتالیا، به رسمیت شناخته شد. از آن زمان به بعد، این رشته به سرعت رشد کرد و به یکی از محبوب‌ترین رشته‌ها در بازی‌های پارالمپیک تبدیل شد.
از نظر فنی، پیشرفت‌های بسیاری در طراحی ویلچرهای مسابقه‌ای صورت گرفته است. در اوایل مسابقات، ویلچرها شبیه به ویلچرهای عادی بودند، اما با گذشت زمان، طراحی آن‌ها به گونه‌ای تکامل یافت که بهینه‌ترین شرایط برای سرعت و مانوردهی در طول مسابقات فراهم شود. استفاده از مواد سبک‌تر مانند آلومینیوم و تیتانیوم و همچنین بهبود طراحی آیرودینامیک ویلچرها از جمله این تغییرات است.
علاوه بر این، گسترش مسابقات ویلچررانی فراتر از بازی‌های پارالمپیک به مسابقات جهانی و ماراتن‌های بین‌المللی نیز رسیده است. ورزشکاران برجسته‌ای مانند تنی گری تامپسون از بریتانیا و هانا کاکروفت از بریتانیا نقش مهمی در شناخته‌شدن این رشته ورزشی ایفا کرده‌اند.

## طبقه‌بندی
ورزشکاران در مسابقات ویلچررانی بر اساس نوع و شدت ناتوانی جسمی خود در کلاس‌های مختلفی طبقه‌بندی می‌شوند تا رقابت‌ها به‌طور منصفانه برگزار شود. برای مثال، دسته‌های T51 تا T54 برای ورزشکاران دچار آسیب نخاعی یا قطع عضو و T32 تا T34 برای ورزشکاران فلج مغزی استفاده می‌شوند. این سیستم طبقه‌بندی به گونه‌ای طراحی شده است که به ورزشکاران اجازه می‌دهد بر اساس توانایی‌های جسمی خود در مسابقات شرکت کنند و شرایطی منصفانه برای رقابت ایجاد شود.

## تجهیزات و ویلچرها
ویلچرهای مورد استفاده در مسابقه ویلچررانی باید به‌طور دقیق بر اساس مقررات تعیین شده طراحی شوند. این ویلچرها از مواد سبک و مقاومی مانند آلومینیوم یا تیتانیوم ساخته می‌شوند و معمولاً شامل دو چرخ بزرگ در عقب و یک چرخ کوچک در جلو هستند. طراحی این ویلچرها به گونه‌ای است که ورزشکاران بتوانند حداکثر سرعت و پایداری را در طول مسابقه داشته باشند. ویلچرها باید به‌طور اختصاصی برای هر ورزشکار ساخته شوند تا بهترین عملکرد را در مسابقات داشته باشند.

## قوانین مسابقات
قوانین مسابقات ویلچررانی بسیار دقیق و خاص هستند. برخی از این قوانین شامل محدودیت‌های مربوط به ابعاد ویلچر، نحوه حرکت و فرمان‌دهی، و مقرراتی در مورد تجهیزات اضافی مانند چرخ‌ها و دستگیره‌ها می‌شود. همچنین، استفاده از هر گونه تجهیزات مکانیکی که می‌تواند به حرکت ویلچر کمک کند، ممنوع است. این قوانین برای تضمین ایمنی و عدالت در مسابقات اجرا می‌شوند.

### قوانین و مقررات برای ویلچرها
در مسابقات ویلچررانی، قوانین و مقررات خاصی برای طراحی و استفاده از ویلچرها وجود دارد که باید به دقت رعایت شوند. برخی از مهم‌ترین مقررات شامل موارد زیر هستند:
ساختار ویلچر: ویلچرها باید حداقل دارای دو چرخ بزرگ در عقب و یک چرخ کوچک در جلو باشند. هیچ قسمتی از ویلچر نباید از چرخ جلو به سمت جلو بیرون بزند یا عرض بیشتری نسبت به چرخ‌های عقب داشته باشد.
ابعاد ویلچر: حداکثر قطر چرخ‌های بزرگ نباید از ۷۰ سانتی‌متر و چرخ کوچک نباید از ۵۰ سانتی‌متر تجاوز کند. ارتفاع اصلی بدنه ویلچر از زمین نباید بیشتر از ۵۰ سانتی‌متر باشد.
مکانیزم‌های حرکت: هیچ‌گونه دنده یا اهرم مکانیکی که به حرکت ویلچر کمک کند مجاز نیست. حرکت ویلچر تنها باید از طریق دست‌ها و چرخ‌ها انجام شود.
فرمان‌دهی: ویلچرها باید دارای سیستم فرمان‌دهی دستی باشند. در مسابقات بالای ۸۰۰ متر، ورزشکار باید قادر به چرخاندن چرخ جلو به چپ و راست به‌طور دستی باشد.
سایر قوانین: استفاده از آینه در مسابقات پیست یا جاده مجاز نیست. همچنین، مسئولیت ورزشکار است که اطمینان حاصل کند ویلچر با تمامی قوانین مطابقت دارد و این مورد ممکن است قبل یا بعد از مسابقه توسط داوران بررسی شود.

## رویدادهای مهم

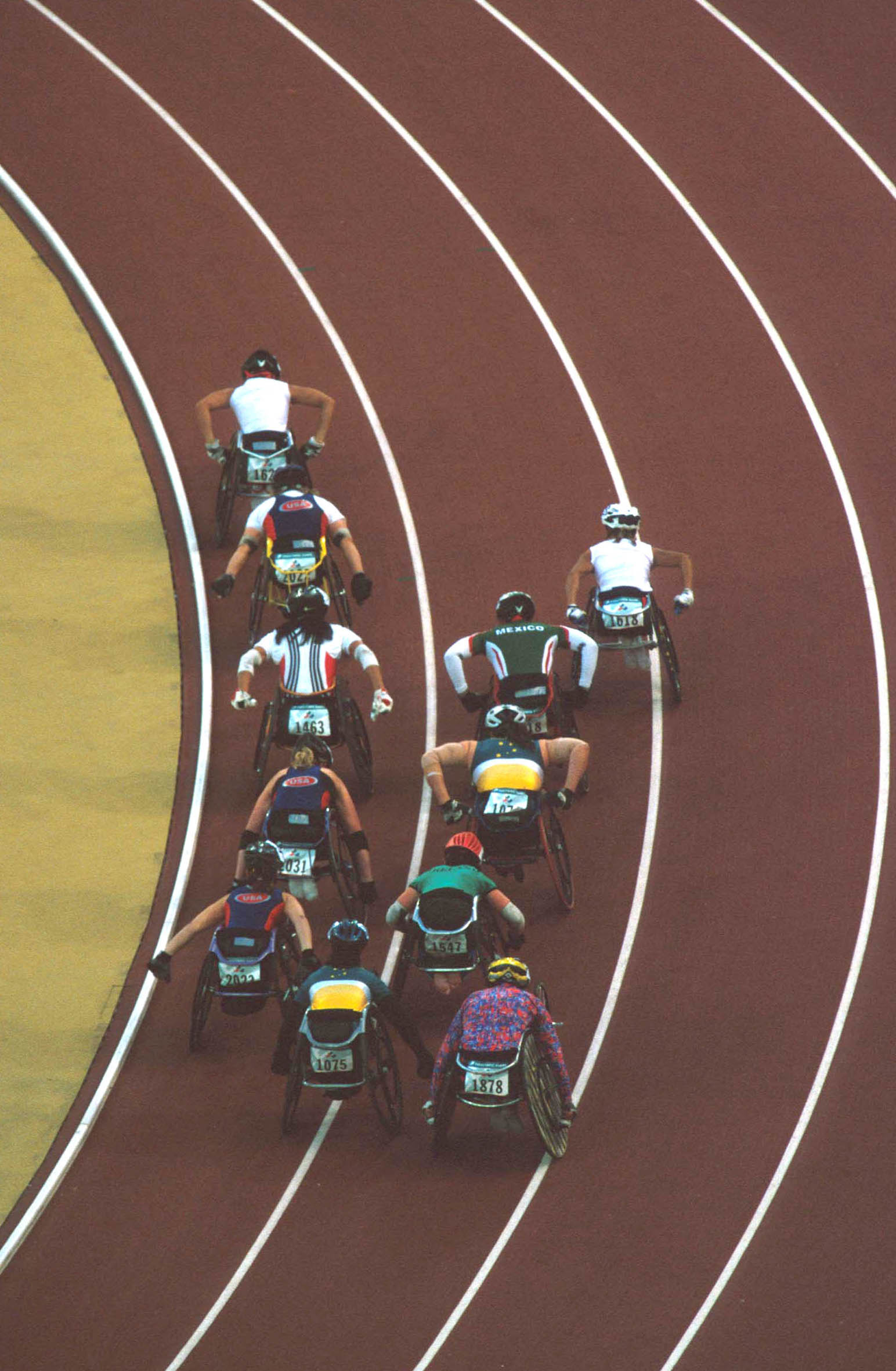
نمای بالا از مسابقات ویلچررانی در بازی‌های پارالمپیک سیدنی ۲۰۰۰

مسابقات ویلچررانی در بازی‌های پارالمپیک، مسابقات قهرمانی جهان، و ماراتن‌های بین‌المللی برگزار می‌شود. این رویدادها به ورزشکاران فرصت می‌دهد تا در سطوح بالای رقابتی شرکت کنند و استعدادهای خود را به نمایش بگذارند. ورزشکاران برجسته این رشته، مانند تنی گری تامپسون، لوئیز سوواژ و هانا کاکروفت، موفق به کسب مدال‌های متعدد در این رقابت‌ها شده‌اند.